# Тарбагатайский район (Восточно-Казахстанская область)
Тарбагата́йский район (каз. Тарбағатай ауданы) — район на юге Восточно-Казахстанской области Казахстана. Административный центр района — село Акжар.
До 4 мая 2022 года административным центром района являлось село Аксуат.
Район расположен в юго-восточной части Восточно Казахстанской области с площадью 23,7 тыс. км². Численность населения составляет 41596 человек. В районе имеется 17 сельских округов, насчитывается 60 населённых пунктов. Климат района резко континентальный.
Территория Тарбагатайского района составляет 2 373 190 га. Из них сельскохозяйственного назначения — 1 110 182 га, промышленного назначения — 23 760 га, резервные земельные участки — 572 872 га. Направление производства района — сельское хозяйство, основное направление — скотоводство.

## География района
Климат района резко континентальный. Зима холодная, в январе средняя температура достигает −22-30 °С. Лето продолжительное жаркое. В июле средняя температура достигает 25—35 °С. Осадков выпадает мало. Годовое количество атмосферных осадков — 200—300 мм. Наибольшая часть осадков приходится на зиму.
Почвы от юго-востока до северо-запада светло-жёлтые, а с повышением высоты местности чернозёмные. Наибольшая часть района равнинная. В Зайсанской котловине и побережьях озера Зайсан можно встретить различные растения.
В горных районах, на высоте 1400 м над уровнем моря, идёт горно-степной пояс с разнотравно-ковыльной и кустарниковой растительностью (таволга, шиповник и т. д.). На высоте от 1400 до 1700 м лежит зона субальпийских и альпийских лугов.
Между хребтами Тарбагатай, Саур, Калба на юге и Южным Алтаем находится Зайсанская котловина. Она является тектонической впадиной в восточной части Казахстана. Длина впадины — 225 км, ширина — 100—125 км.
В Зайсанской котловине развиты полынные и полынно-солянковые пустынные степи.
Богата и разнообразна фауна района. Здесь обитают волк, лисица, корсак, борсук, суслик, сурок, бурундук, рысь, заяц, архар, белка, медведь и многие виды грызунов, пресмыкающихся. Из птиц: ворона, ласточка, журавли, воробьи и многие другие. А из млекопитающих и беспозвоночных животных можно встретить четыре вида — лягушку, черепаху, пустынную змею и ящерицу.
С гор Тарбагатая берут начало речки Богас, Базар, Каргыба, Тебиске, Терисайрык, Тайжузген, Уласты, Кандысу, Кусты они впадают в озеро Зайсан. Невелики они, мутны, но быстры и шумны. Бегут к Зайсану по истощенной зноем равнине и, не достигнув цели, мелеют и пропадают в пути.
В земли Тарбагатайского района между хребтом Тарбагатая и Южным Алтаем врезается своей южной частью соленое озеро Зайсан. Длина озера составляет около 100 км, ширина — 30 км, общая площадь — 1800 км². В озере имеется пароходный маршрут. Озеро богато рыбой. Здесь обитают свыше 23 видов рыб, из них 17 промысловых. А именно, осетр, щука, таймень, судак, окунь, лещь, сазан и многие другие. В побережье расположены многие рыбачие аулы. В поселке Тугыл действуют предприятия по улову рыб и их переработке.
Растительный покров отличается большим разнообразием. Недра богаты полезными ископаемыми как уголь, мрамор, никель. Используется как строительные материалы.
Продолжительность хребта Тарбагатай от запада к востоку — 300 квадратных километров, а ширина около 30—50 км. Вершиной хребта является «Тастау» — 2991 м. Граничит в восточной части с Алтаем, а на западе — с Сарыаркой. Хребты Арганаты, Манрак, Окпеты, Туйемойнак, Жылытау тоже является высотными.

## История
Указом Президента Республики Казахстан в мае 1997 года в связи с изменениями в административной работе Аксуатский район упразднён (расформирован) и включён в состав Тарбагатайского района Восточно-Казахстанской области. Административным центром определено село Аксуат.
Края эти ещё до нашей эры населяли кочевники, о чём свидетельствует курганы в долине Чиликты, зажатой между хребтами Манрак и Тарбагатай. В 1960 году в Золотом кургане «Алтын оба» археологической экспедицией под руководством известного ленинградского ученого С. Черникова было найдено более 500 золотых изделий. Часть из них сегодня находится в залах Эрмитажа в г. Санкт-Петербурге.
17 января 1928 года из частей Тарбагатайской, Нор-Зайсанской и Нарымской волостей Зайсанского уезда образован Тарбагатайский район в составе Семипалатинского округа с административным центром в селе Акжар.
9 января 1935 года из частей Кокпектинского и Тарбагатайского районов образован Аксуатский район в составе Восточно-Казахстанской области с административным центром в селе Аксуат. 14 октября 1939 года Аксуатский район передан из Восточно-Казахстанской области в состав Семипалатинской области.
25 октября 1957 года Тарбагатайский район упразднён, его территория включена в состав Зайсанского района. 11 июля 1959 года район восстановлен. В его состав вошли Акжарский, Карасуский, Ластинский, Покровский, Тополе-Мысовский и Чиликтинский сельсоветы Зайсанского района.
2 января 1963 года Тарбагатайский и Аксуатский районы упразднены с включением территорий в состав Зайсанского и Кокпектинского районов соответственно. Но уже 31 декабря 1964 года районы восстановлены.
3 мая 1997 года Семипалатинская область упразднена, Аксуатский район вошёл в состав Восточно-Казахстанской области. 23 мая 1997 года Аксуатский район упразднён, его территория включена в состав Тарбагатайского района, административный центр которого перенесён в село Аксуат.
4 мая 2022 года указом президента Казахстана Касым-Жомарта Токаева из состава Тарбагатайского района был снова выделен Аксуатский район с центром в Аксуате, административный центр Тарбагатайского района был перенесён в село Акжар.

## Население
Национальный состав (на начало 2019 года):
- казахи — 38 627 чел. (99,42 %)
- русские — 124 чел. (0,32 %)
- татары — 34 чел. (0,09 %)
- немцы — 25 чел. (0,06 %)
- киргизы — 12 чел. (0,03 %)
- другие — 30 чел. (0,08 %)
- Всего — 38 852 чел. (100,00 %)

## Административно-территориальное деление
Тарбагатайский район состоит из 17 сельских округов, в составе которых находится 60 сёл:
| Сельский округ                | Населённые пункты                                                                     |
| Акжарский сельский округ      | село Акжар, село Жаналык, село Жанатилеу, село Сагындык                               |
| Аксуатский сельский округ     | село Аксуат                                                                           |
| Екпинский сельский округ      | село Екпин, село Аккала, село Кокжол                                                  |
| Жанаауылский сельский округ   | село Жанаауыл, село Жанаталап, село Ахметбулак, село Сарыолен                         |
| Жетиаральский сельский округ  | село Жетыарал, село Асусай, село Камысты, село Жангызтал                              |
| Кабанбайский сельский округ   | село Кабанбай, село Шорга, село Шенгельды, село Тауке, село Казахстан                 |
| Карасуский сельский округ     | село Карасу, село Акмектеп, село Шолакорда, село Отеген, село Караой, село Жолкурылыс |
| Киндиктинский сельский округ  | село Киндикты, село Алгабас                                                           |
| Кокжиринский сельский округ   | село Кокжыра, село Кызбай, село Сериктес, село Мурсалим, село Базарга                 |
| Куйганский сельский округ     | село Куйган, село Жамбыл, село Жаланаш                                                |
| Кумкольский сельский округ    | село Кумголь, село Каргыба, село Кызылжулдыз, село Кокбастау                          |
| Кызылкесикский сельский округ | село Кызылкесек, село Уштобе, село Егиндибулак                                        |
| Маныракский сельский округ    | село Манырак, село Даулетбай, село Жалгызтобе                                         |
| Ойшиликский сельский округ    | село Ойшилик, село Танамырза, село Есим, село Томар, село Айнабастау, село Акжол      |
| Сатпаевский сельский округ    | село Сатпаев, село Коктубек, село Сулутал                                             |
| Тугылский сельский округ      | село Тугыл, село Байтогас                                                             |
| Ыргызбайский сельский округ   | село Жантикей, село Кожакельды                                                        |

## Достопримечательности

### Исторические и археологические памятники
- Балбал эпохи Тюркского каганата (VII—VIII века), село Киндыкты[источник не указан 923 дня].
- Наскальные рисунки на скале Орнектау на берегу реки Еспе[12].
- Алтын оба — курган, в котором в 1960 году были найдены 524 золотых предмета[13].
- Мавзолей Ыргызбай Досханаулы[источник не указан 923 дня].
- Жайляу Елеке сазы где в ходе археологических раскопок в 2018 году был найден «Золотой человек»[источник не указан 923 дня].